# جائزة كتالونيا الكبرى للدراجات النارية 2009
جائزة كتالونيا الكبرى للدراجات النارية 2009 هو سباق دراجات نارية أقيم بتاريخ 14 يونيو 2009 في حلبة دي كاتلونيا. كان الجولة السادسة من أصل 17 في سباق الجائزة الكبرى للدراجات النارية موسم 2009. فاز الإيطالي فالنتينو روسي بفئة الموتو جي بي بينما جاء الإسباني خورخي لورنزو في المركز الثاني وحصل على المركز الثالث الأسترالي كيسي ستونر.

## وصلات خارجية
- الموقع الرسمي